# Daniel Becerra de la Flor
Daniel Becerra de la Flor (* 23. Januar 1906 in Moquegua; † 1. März 1987 in Lima) war ein peruanischer Arzt und Politiker, der unter anderem von 1965 bis 1967 Premierminister war.

## Leben

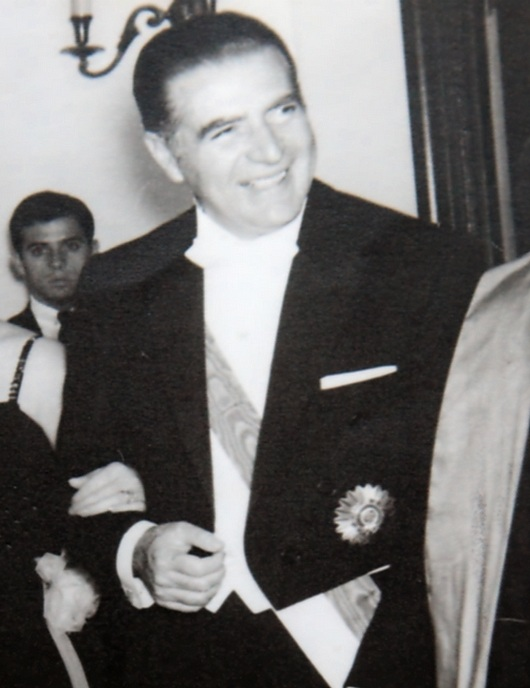
Unter Staatspräsident Fernando Belaúnde Terry war Becerra von 1965 bis 1967 Premierminister sowie Gesundheitsminister.

Daniel Becerra de la Flor, Sohn von Daniel Becerra Ocampo und Isabel de la Flor, absolvierte nach dem Besuch des Colegio Nacional de La Libertad in Moquegua ein Studium der Medizin an der Universidad Nacional Mayor de San Marcos (UNMSM). Nach Abschluss des Studiums bei Professor Guillermo Gastañeta war er als Arzt für Gastroenterologie an den Privatkrankenhäusern Hospital Loayza und Hospital Italiano tätig. Daneben engagierte er sich in der Gesellschaft für Gastroenterologie (Sociedad de Gastroenterología del Perú), deren Präsident er zwischen 1954 und 1960 war.
Becerra trat der am 7. Juli 1956 von Fernando Belaúnde Terry gegründeten Volksaktion AP (Acción Popular) bei und wurde für diese am 27. Juli 1963 Mitglied des Senats (Senador de la República), in dem er bis zum 26. Juli 1968 die Interessen der Region Moquegua vertrat. Am 15. September 1965 wurde er von Staatspräsident Belaúnde Terry als Nachfolger von Fernando Schwalb López Aldana zum Premierminister (Presidente del Consejo de Ministros) berufen. Er bekleidete dieses Amt bis zum 6. September 1967, woraufhin Edgardo Seoane Corrales seine Nachfolge antrat. In seinem Kabinett fungierte er zudem zwischen dem 15. September 1965 und dem 6. September 1967 als Minister für öffentliche Gesundheit und soziale Wohlfahrt (Ministro de Salud Pública y Asistencia Social). Für seine Verdienste wurde ihm das Großkreuz des Orden El Sol del Perú verliehen. Als die Amtszeit des Präsidenten des Senats Luis Alberto Sánchez von der Amerikanischen Revolutionären Volksallianz APRA (Alianza Popular Revolucionaria Americana) am 28. Juli 1967 endete, war Becerra neben dem ehemaligen Senatspräsidenten Julio de la Piedra del Castillo von der nach dem ehemaligen diktatorisch regierenden Staatspräsidenten Manuel Arturo Odría Amoretti benannten Nationalen Odría-Union UNO (Unión Nacional Odriista) einer der beiden Kandidaten für die Nachfolge. Obwohl Becerra wider Erwarten bei drei Wahlgängen an erster Stelle lag, führten blanko abgegebene Stimmzettel zur Ungültigkeit der Wahlen. Daraufhin wurde mit David Aguilar Cornejo ein anderer Kandidat der UNO und ebenfalls ehemaliger Senatspräsident als Nachfolger von Luis Alberto Sánchez neuer Senatspräsident.
Nach seinem Ausscheiden aus Regierung und Senat widmete sich Daniel Becerra de la Flor wieder seiner Tätigkeit als Arzt und fungierte zudem von 1968 bis 1970 als Präsident der Akademie für Chirurgie (Academia Peruana de Cirugía) und war 1970 zudem Präsident des XVII. Peruanischen Kongresses für Chirurgie sowie noch einmal Präsident der Sociedad Peruana de Gastroenterología. Aus seiner Ehe mit Yolanda Tambini ging der Sohn Daniel Becerra Tambini hervor.

## Veröffentlichung
- Historia de una vocación. Vida y obra de Guillermo Gastañeta, maestro y misionero de la cirugía en el Perú, Lima 1984